# オンリーフレンズ
『オンリーフレンズ』 (タイ語: Only Friends เพื่อนต้องห้าม) は、2023年にタイで放送されたカナパン・プイトラクーン (ファースト)、タナワット・ラッタナキトパイサーン (カオタン)、ジーラチャポン・シーサング (フォース)、カシデット・プルークポン (ブック)、トライ・ニムタワット (ニオ)、パーキン・クナーアヌウィット(マーク)らが主演するテレビシリーズである。2023年8月12日から同年10月28日まで土曜日の20:30 (ICT)にGMM 25にて放送された。

## 制作
ティチャコーン・プーカオトンが監督した本作はGMMTVがHard Feeling Filmと提携し制作したもので、2022年11月22日に開催された"GMMTV 2023 Diversely Yours,"イベント内にて2023年放送予定の19のドラマシリーズのうちの1つとしてはじめて紹介された。
2022年発表時にはナムチュアン役はカンヤラット・ルングルーン(ピプローイ)の予定であったが、2023年6月14日GMMTVは当該俳優の多忙なスケジュールを理由としてキャストをパーシディー・ペッスティー(ルックジャン)に変更すると発表した。

## キャスト

### 主演
- サンド：カナパン・プイトラクーン (ファースト)
- レイ：タナワット・ラッタナキトパイサーン (カオタン)
- トップ：ジーラチャポン・シーサング (フォース)
- ミュウ：カシデット・プルークポン (ブック)
- ボストン：トライ・ニムタワット (ニオ)
- ニック：パーキン・クナーアヌウィット(マーク)

### 助演
- ナムチュアン：パーシディー・ペッスティー(ルックジャン)
- エイプリル(ナムチュアンの恋人)：ピッチャーポーン・クッパン (ノンニー)
- ヨー：ワッチャラ・スクチュム(ジェニーパナン)
- プラグ(ヨーの恋人)：ティーラデッ・ウィティーパーニッチ (ティー) -ธี ธีรเดช วิถีพานิชย์
- アトム(ナムチュアンの弟)：キーラティ・プアンマリー (タイトル)

### ゲスト出演
- ギャップ：サッタブット・レーディキー (ドレーク)(1, 6, 7話)
- アン：ヤーニサー・スームサータナサワット (ジェンニー) (2話) -เจนนี่ ญาณิศา เสริมสาธนสวัสดิ์
- ビーム：ナッタクリット・ワチラブーンサーム (ジャッキー) (3話) -แจ็คกี้ ณัทกฤช วชิรบุญเสริม
- サマー：チャニダーパー・ソムミッタナクン (ナイル) (5話) -ไนล์ ชนิดาภา สมมิตรธนกุล
- 本人役：JEKD (5話)
- サンドの母親：カーンカヌン・ネットシリトーン・ダムロンサクン (ミーン) (5, 6話) -มีน กาญจน์คณึง เนตรศรีทอง ดำรงค์สกุล
- ボストンの父親：ガンディー・ワスウィッキット (6, 7話) -คานธี วสุวิชย์กิต
- レイの父親：サイファー・タンタナー (ファー) (7, 10話) -สายฟ้า ตันธนา
- ダン：プロンフィリヤ・トンプッタラック (パーペン) (8, 9, 11話)
- ボーイング：タナチャイ・ウィチットウォントーン (モン) (9, 10, 11, 12話)
- ミュウの母親１：ピッスッピー・プロイニンペッ (テー) (9, 11話) -เต้ พิชญ์ศุภี พลอยนิลเพชร
- ミュウの母親２：ワランヤー・ウェウサワット (ブック) (9, 11話) - บุ๊ค วรัญญา แววสวัสดิ์
- サン(サンドの父親)：タナワット・シングニヤウ (マックス) (10, 11話) -แม็ก ธนวัฒน์ สิงห์เหนียว
- ホステル最初の客：サハパー・ウォンラート (ミックス) (11話)

## オリジナルサウンドトラック
| タイトル                | アーティスト | 備考  |
| ----------------------- | ------------ | ----- |
| เอาเลยมั้ย (Let's Try)    | カオタン     | [ 5 ] |
| รัก…แล้วได้อะไร (So What?) | フォード     | [ 6 ] |

## エピソード
| 話数 | 放送日         | タイトル                                           |
| ---- | -------------- | -------------------------------------------------- |
| 1    | 2023年8月12日  | คุณเป็นสายไหนในร้านเหล้า? (What's your role in a bar?) |
| 2    | 2023年8月19日  | M.F.M My Favorite Man                              |
| 3    | 2023年8月26日  | What am I to you? กูเป็นอะไรในใจถึง?                  |
| 4    | 2023年9月2日   | Emergency Contact คนฉุกเฉิน                          |
| 5    | 2023年9月9日   | ชั่วโมงพิเศษ (The Extra Hour)                         |
| 6    | 2023年9月16日  | Happy (F*cking) Birthday                           |
| 7    | 2023年9月23日  | After Effect                                       |
| 8    | 2023年9月30日  | Save Me                                            |
| 9    | 2023年10月7日  | The Return                                         |
| 10   | 2023年10月14日 | Redemption                                         |
| 11   | 2023年10月21日 | Move on Move in                                    |
| 12   | 2023年10月28日 | Begin Again                                        |